# Мукібаза
Мукібаза — озеро, розташоване на території Руанди, Східна провінція, висота над рівнем моря 1330 м. Неподалік знаходиться містечко Ґашора.